# Dauzat-sur-Vodable
Dauzat-sur-Vodable è un comune francese di 89 abitanti situato nel dipartimento del Puy-de-Dôme nella regione dell'Alvernia-Rodano-Alpi.

## Società

### Evoluzione demografica
Abitanti censiti